# Apatura asiatica
Apatura asiatica är en fjärilsart som beskrevs av Le Moult 1947. Apatura asiatica ingår i släktet Apatura och familjen praktfjärilar. Inga underarter finns listade i Catalogue of Life.